# Phare du Chenal du Four

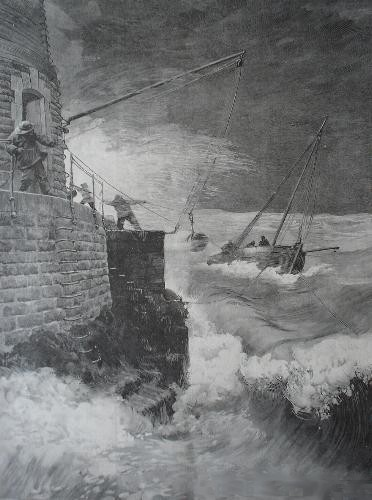
Versorgung des Phare du Four 1896

Der Phare du Four oder Phare du Chenal du Four (auch: Phare du Four d’Argenton, beides zur Abgrenzung vom Phare du Four du Croisic; von frz. phare = Leuchtturm) ist ein Leuchtturm der Gemeinde Porspoder vor der französischen Atlantikküste in der Nordwestbretagne.

## Standort und Kennung
Der Le-Four-Leuchtturm steht auf einer Granitinsel von 25 Meter Durchmesser, die sich etwa zwei Seemeilen von der unbewohnten kleinen Halbinsel Saint Laurent entfernt aus dem Meer erhebt. Die Granitinsel markiert den ins Meer vorgeschobenen Punkt, den Schiffe umrunden müssen, die vom Ärmelkanal in die Iroise (oder : Mer d'Iroise) im Westen der Bretagne (oder umgekehrt) fahren und trägt schon mindestens seit dem ausgehenden 17. Jahrhundert den Namen Le Four. Im Einzelnen zeigt der Leuchtturm im Norden die Felsen von Argenton und die Felsen von Portsall an sowie im Süden die Durchfahrt der Pierres Noires (frz.: Schwarze Steine; Untiefe im Süden der Inseln um die Molène-Insel, vor der Landspitze Pointe Saint-Mathieu).
Der Leuchtturm steht im Nordosten des Chenal du Four (frz.: chenal (maritime) = Fahrrinne, Passage), einer natürlichen Meeresstraße zwischen dem Phare de Saint-Mathieu auf dem französischen Festland (Département Finistère) und der Insel Béniguet (westlich der Molène-Insel, im Osten von Ouessant). Die Durchfahrt verbindet die Gewässer der Iroise und des Ärmelkanals. Im 19. und frühen 20. Jahrhundert war die Durchfahrt eine viel befahrene Wasserstraße, die den Schiffen den bis zu ein oder zwei Tage längeren Umweg um die vorgelagerte Insel Ouessant ersparte. Heute wird der Chenal du Four vor allem von kleineren Schiffen und Booten befahren, während Hochseeschiffe die küstenfernere Schifffahrtsstraße um Ouessant (sog. rail d'Ouessant − Gleis von Ouessant) nutzen, zu der das Feuer von Le Four aber ebenfalls reicht.
Der Le-Four-Leuchtturm zeigt nachts als Kennung alle 15 Sekunden eine Gruppe von 5 weißen Blitzen und hat eine Reichweite von 18 Seemeilen (etwa 33 Kilometer). Zusammen mit dem Felsen, auf dem er steht, ragt der 28 Meter hohe Turm (128 Treppenstufen) bei Hochwasser 31 Meter über den Meeresspiegel; das Feuer ist in 25 Metern Höhe untergebracht. Bei Nebel stößt der Leuchtturm alle fünf Sekunden einen tiefen Ton aus.

## Geschichte

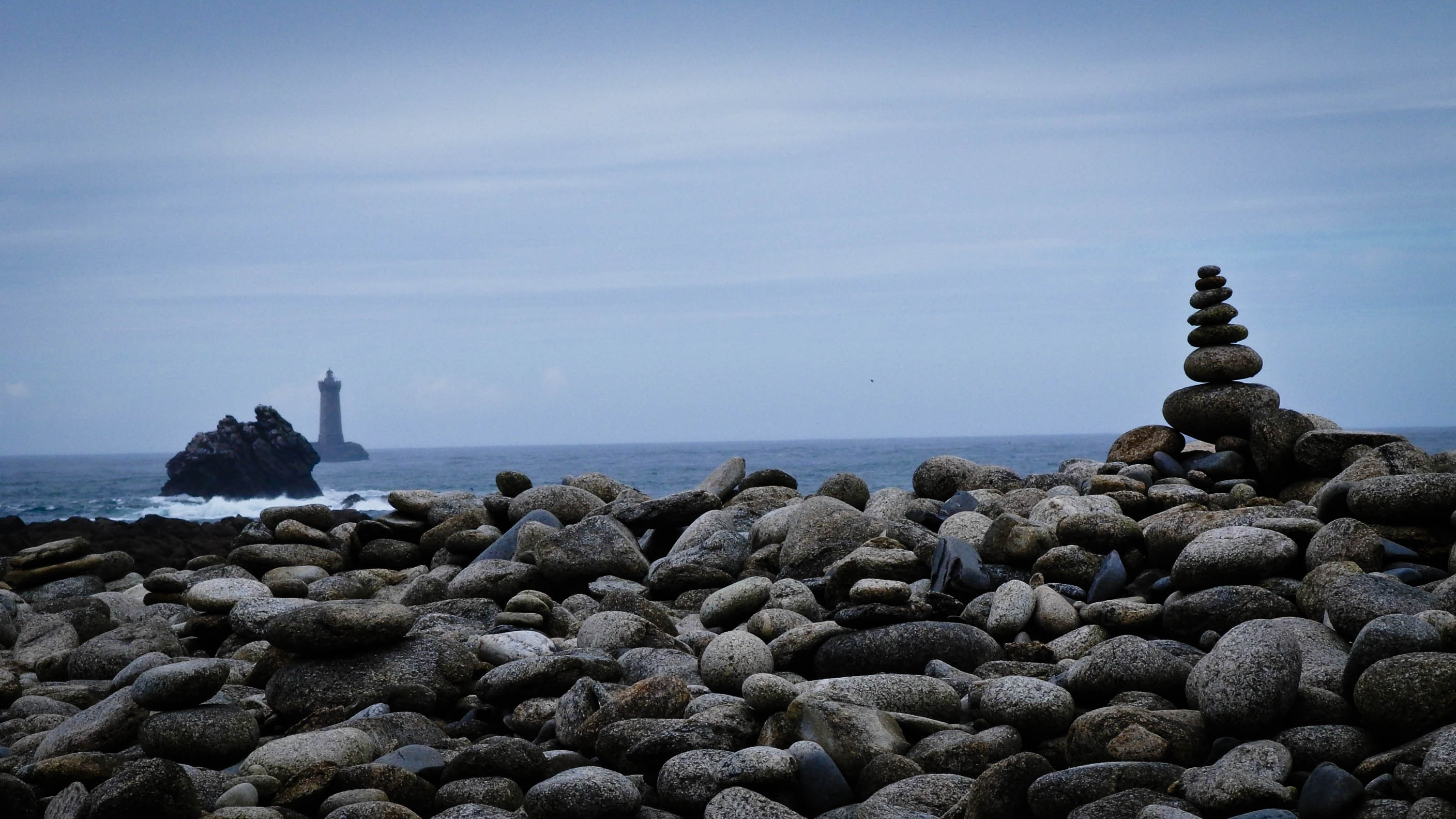
Phare du Four von der St.-Laurent-Halbinsel aus gesehen

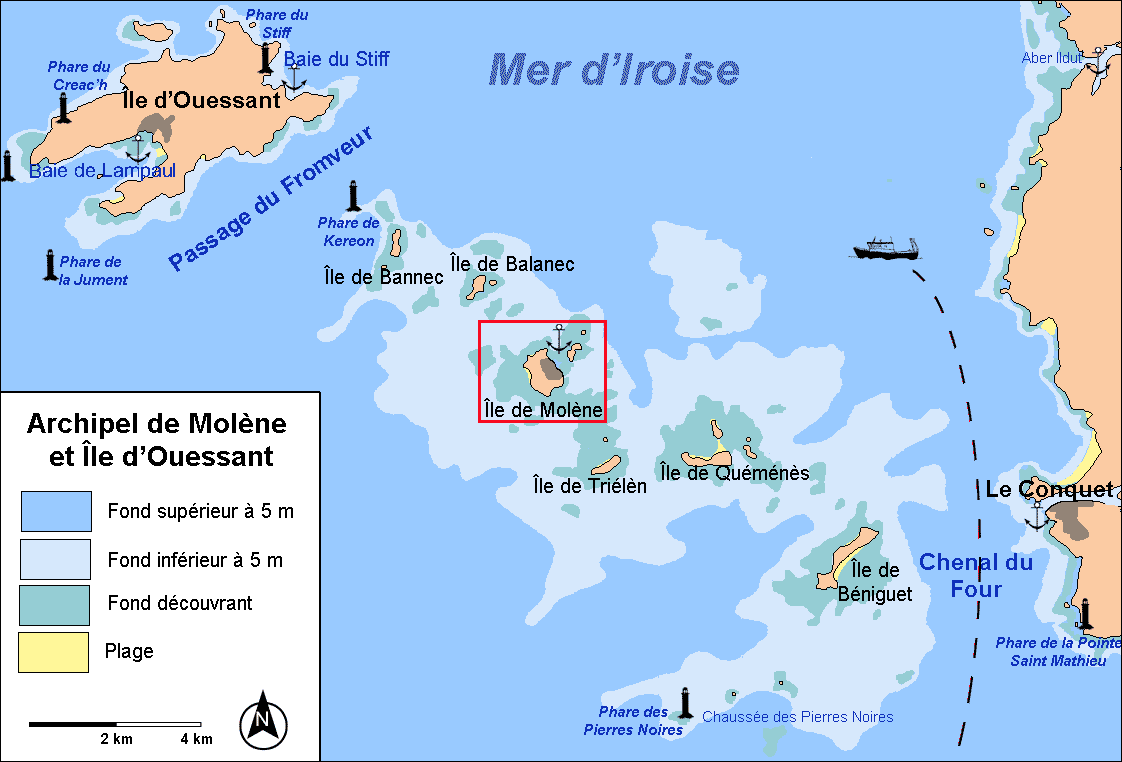
Chenal du Four

Die felsgesäumte Durchfahrt durch den Chenal du Four ist eng und gewunden und nicht zuletzt aufgrund starker Strömungen sehr schwierig. Seeleute forderten deswegen zusätzlich zu den bereits gebauten Leuchttürmen von Saint-Mathieu und Kermorvan je einen Leuchtturm an Ein- und Ausfahrt der Passage. Der Le-Four-Leuchtturm wurde daraufhin ab 1862 geplant und schließlich 1869 bis 1873 auf der Granitinsel Le Four errichtet. Der Bau ist ein kompakter, steinerner Rundturm mit angedeuteten Maschikulis. Bei starkem Seegang können Wellen, die an der Granitinsel brechen, trotzdem bis über die Laterne des Leuchtturms reichen. Der Leuchtturm ist nach Südosten und Nordwesten ausgerichtet, die auf manchen Bildern erkennbare Tür öffnet nach Südosten. Der Leuchtturm ist in Frankreich heute als architektonisches Erbe anerkannt (établissement de signalisation maritime Nr. 619/000, etwa: maritime Signaleinrichtung).
Nach ersten Tests im Jahr 1873 nahm das Leuchtfeuer im Turm in der Nacht vom 14. auf den 15. März 1874 seinen Dienst auf. Für das Feuer wurde zunächst Mineralöl benutzt. Zwei Leuchtturmwärter lebten im Turm und wurde alle zwei Wochen abgelöst. Ihre freie Zeit verbrachten sie mit ihren Familien im nahen Argenton auf dem Festland. Gegen 1905 wurde das Feuer auf Öldampf umgestellt. Am 13. Februar 1913 starb der Oberleuchtturmwärter, nachdem Öldünste ausgetreten waren. Am 10. Juli 1942 wurde der Turm auf die Anordnung der deutschen Besatzung hin evakuiert, und erst am 4. Juni 1945 wurde das Feuer wieder entzündet. In der Nacht vom 12. auf den 13. Mai 1952 kam es zu einem Brand in der Leuchtkuppel des Turms, wodurch Materialschaden entstand. 1990 wurde das Feuer auf Elektrizität umgestellt. Seine Tragweite beträgt 24,5 Seemeilen.
Die Anfahrt auf den Leuchtturm ist schwierig und die Gewässer beim Turm gefährlich. Bereits während der Bauphase kenterte das Versorgungsboot am Fuß des Felsens, was am 27. April 1873 drei Seeleuten das Leben kostete. Insgesamt starben ein Dutzend Menschen bei Ansteuerungen des Turms. Beim jüngsten Unfall starben am 9. Dezember 1978 zwei Seeleute, als das ankernde Versorgungsschiff Ouessantine von einer großen Welle gekentert wurde. Seit 1993 wird der Leuchtturm automatisch betrieben und elektronisch vom etwa 22 Kilometer ostnordöstlich gelegenen Leuchtturm Phare de l’Île Vierge aus überwacht.